# Marcial Maciel Degollado
Pour les articles homonymes, voir Maciel.
Marcial Maciel Degollado, né le 10 mars 1920 à Cotija de la Paz, dans l'État de Michoacan, au Mexique, et mort le 30 janvier 2008 à Jacksonville, en Floride, aux États-Unis, est un prêtre mexicain, fondateur de la Légion du Christ en 1941, et supérieur général de la congrégation des légionnaires du Christ, qui revendique plus de 700 prêtres et 3 000 séminaristes. Il fonda aussi Regnum Christi, une association de laïcs ayant pour vocation l'évangélisation qui revendique plusieurs dizaines de milliers de membres.
Proche des papes et notamment de Jean-Paul II, il participa à plusieurs synodes, et devint consultant permanent de la Congrégation pour le clergé.
Il a été publiquement accusé d'actes de pédophilie sur leurs personnes par d'anciens séminaristes, en 1956 et 1997,, actes pour lesquels il a toujours clamé son innocence. Il s'est retiré de la direction de la Légion du Christ en 2005, à 85 ans, et s'est retiré de toute vie publique en 2006, à la demande du Vatican. Mort aux États-Unis en 2008, il est enterré à Cotija de la Paz.
Après avoir longtemps soutenu l'innocence de son fondateur, la Légion du Christ a reconnu en 2009 que Marcial Maciel avait eu une relation stable avec une femme dont il avait eu une fille et, en 2010, la véracité des accusations de pédophilie qui pesaient sur son fondateur. Le 1er mai 2010, le Saint-Siège dénonce explicitement les délits de Marcial Maciel Degollado, le rapport le concernant faisant état de comportements très graves et objectivement immoraux, confirmés par des témoignages incontestables. Les actes commis par lui démontrent, selon le Saint-Siège, une vie sans scrupules et une absence de sentiment religieux authentique,.
En novembre 2017, son nom et sa fondation sont cités dans les révélations des Paradise Papers.

## Jeunesse de Marcial Maciel Degollado

### Enfance

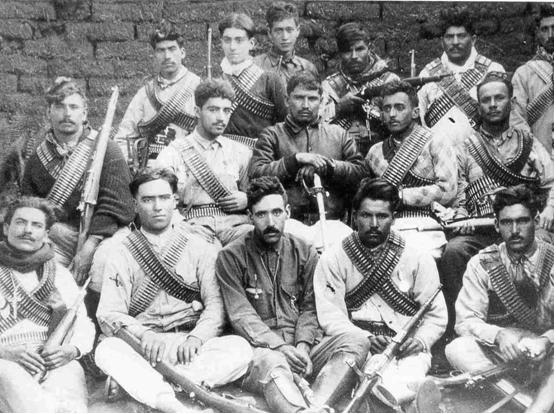
Un groupe de Cristeros en 1928, photographie anonyme, Encarnación de Díaz, Museo Nacional Cristero.

Marcial Maciel Degollado est né en 1920, dans une famille de grande tradition catholique : sa grand-mère maternelle est la sœur du saint Raphaël Guízar Valencia, et il compte plusieurs évêques parmi ses parents proches. Il a six frères et quatre sœurs,.
Sa mère, Maura Degollado Guízar, étant la sœur de l'un des derniers généraux des Cristeros, sa famille est conduite à quitter Cotija pour se réfugier dans les villes de Zamora et de Jamay. Marcial Maciel Degollado est alors confronté à la pauvreté et à la guerre. Il a durant cette période côtoyé José Luis Sanchez del Rio, futur saint, qui, à l'âge de 14 ans, suivit les Cristeros et fut assassiné pour avoir refusé d'apostasier.

### Vocation
(mai 2010).
Améliorez-le ou discutez des points à vérifier. 
Marcial Maciel Degollado affirme avoir eu la vocation au sacerdoce lors d'une conversation tenue au mois de mai 1934, à l'âge de 14 ans, avec des religieuses réfugiées à Cotija en raison de persécutions religieuses. Elles lui demandèrent pourquoi il n'était pas resté au séminaire avec l'évêque de Veracruz, Rafael Guízar Valencia. Degollado éprouva à cet instant la « certitude morale que la volonté de Dieu était qu['il ait] une vie sacerdotale ». Il demanda alors à ses parents d'entrer au séminaire, mais son père voulait qu'il mûrisse encore avant de partir, le considérant comme trop jeune, il partit donc un an plus tard.
Le 3 janvier 1936, Marcial Maciel Degollado part de chez lui, avec l'autorisation de ses parents d'entrer au séminaire, les pères carmes l'ayant accepté dans leur séminaire à Puebla. Le 5 janvier 1936, en arrivant à Mexico, Marcial Maciel Degollado rend visite à son grand-oncle, l'évêque de Veracruz Rafael Guízar Valencia qui lui demande de rester dans un séminaire, ce qu'il fit à celui de Véracruz dont le siège était à Atzacapoptzalco. Les séminaires étant interdits celui-ci était clandestin, contraignant les séminaristes à une grande discrétion sous peine d'être dénoncés. Très tôt il commence les missions d'évangélisation en partant dans des communautés indigènes, au cours de ses vacances.
Le 5 juin 1936, en priant lors de la fête du Sacré-Cœur, il eut l'inspiration de fonder une communauté de prêtres missionnaires, qui évangéliseraient en prenant le Christ pour modèle,. Degollado poursuit cependant ses études, et accompagne parfois des prêtres dans leurs missions dans l'État de Veracruz.
Durant cette période, le gouverneur de Veracruz décide d'interdire les églises et demande de les fermer au public en 1937, créant des affrontements entre forces gouvernementales et catholiques, conduisant à la mort de Léonor Sánchez. Une grande manifestation eut lieu à Orizaba, et Marcial Maciel Degollado fut amené à négocier avec l'armée et permit d'éviter une répression. Quelques jours plus tard les églises n'étant pas ouvertes, de nouvelles manifestations eurent lieu dont Degollado fut l'un des leaders; il affirma à la foule que les églises étaient de nouveau ouvertes, alors même que l'autorisation du gouvernement n'était pas encore arrivée, contribuant ainsi à la réouverture des églises de manière pacifique.
En juin 1938 à la mort de son grand-oncle, le saint Rafael Guizar Valencia, les supérieurs de Marcial Maciel Degollado étant contre son projet de fondation d'une nouvelle congrégation religieuse, il est exclu du séminaire de Veracruz et arrive à poursuivre ses études dans le séminaire de Montezuma, l'évêque de Chihuahua envoyant ses séminaristes au Nouveau-Mexique (États-Unis) afin d'éviter les persécutions religieuses au Mexique. Là encore, très vite, son idée de fonder une congrégation contribue à lui faire abandonner le séminaire à Noël 1939, du fait de l'opposition de ses supérieurs et de l'évêque de Chihuahua. Marcial Maciel Degollado est finalement accepté par l'évêque de Cuernavaca, avec Francisco González Arias, qui l'envoie dans le séminaire du Nouveau-Mexique, mais pour y être de nouveau exclu en septembre 1940.

## Fondation de la Légion du Christ

### Création de la fondation

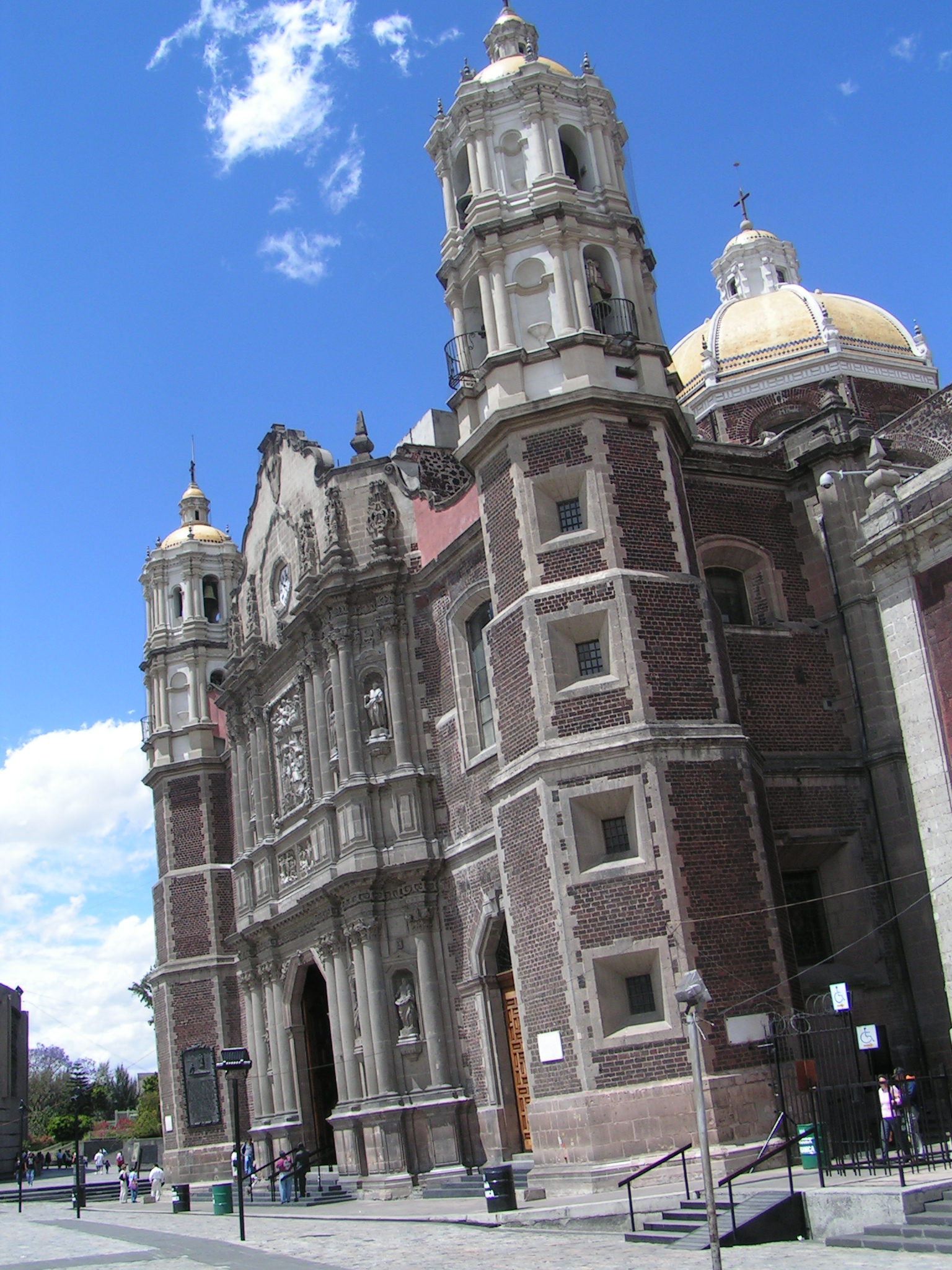
La basilique Notre-Dame-de-Guadalupe de Mexico où fut ordonné Marcial Maciel Degollado.

L'évêque de Cuernavaca demanda à Marcial Maciel Degollado de continuer ses études afin d'être prêtre avant de lancer sa fondation. Son évêque lui propose la création d'une extension du séminaire de Cuernavaca, qui pourrait être le futur centre des Missionnaires du Sacré-Cœur, nom d'origine de la Légion du Christ. Le 12 décembre 1940, l'évêque propose à Degollado de lancer une fondation. Plusieurs jeunes rejoignent Degollado afin de fonder la congrégation avec l'aide d'un chapelain. Le vendredi 3 janvier 1941, la congrégation est fondée sans grands moyens financiers. Pendant la journée, Marcial Maciel Degollado s'occupe des séminaristes et, la nuit, il continue ses études avec des professeurs. Le 26 novembre 1944, Marcial Maciel Degollado est ordonné prêtre dans la basilique Notre-Dame-de-Guadalupe de Mexico.

### Rencontre avec le papePieXIIet début de reconnaissance
Afin de pouvoir poursuivre son œuvre, Marcial Maciel Degollado avait besoin de l'approbation diocésaine, mais aussi du Nihil obstat du Vatican. En 1946, Degollado part avec ses séminaristes pour Rome afin de rencontrer le pape. En 1946 le pape Pie XII semble intéressé par la fondation de Degollado, la Légion devant être ut castrorum acies ordinata et le pape insiste pour que cette communauté s'attache à la formation des leaders catholiques. C'est à ce moment que Marcial Maciel Degollado présente la constitution des légionnaires du Christ à la Sacré Congrégation pour les religieux.
De retour au Mexique Degollado obtient l'accord de l'évêque de Cuernavaca afin d'emmener tous les séminaristes faire leurs études en Espagne, à l'université pontificale de Comillas, en Cantabrie, vivant dans la maison offerte par le marquis de Comillas. Les premiers séminaristes espagnols intègrent la Légion du Christ. Le 25 mai 1948, la congrégation des légionnaires du Christ reçoit le Nihil obstat, ainsi que l'érection canonique, le 13 juin 1949.

### Accusations contre Marcial Maciel Degollado
Le 14 juin 1948, à la suite de premières accusations graves portées contre Marcial Maciel Degollado, le Vatican demande que l'on n'érige pas canoniquement la congrégation. On accuse ainsi Degollado de 18 chefs d'accusation, dont mensonges, alcoolisme, séquestration de jeunes séminaristes qui auraient l'interdiction de se confesser à un autre prêtre, trafic de drogue, et manque d'attention à la formation des séminaristes… Les accusations continuent pendant plusieurs années, au point que le Vatican demande à l'évêque du lieu de dissoudre la congrégation. Marcial Maciel Degollado voit alors le cardinal de la Congrégation pour les religieux, qui affirme l'invalidité de cette annulation, le cardinal n'ayant pas signé l'acte de dissolution.
Nullement freiné, Maciel va ensuite fonder à la demande du cardinal de la Congrégation pour les religieux, un collège et un séminaire pour les légionnaires du Christ à Rome, pour la formation des séminaristes, qui est achevé à l'automne 1950. Le Centre d'études supérieures de la Légion du Christ, inauguré le 24 décembre 1950, qui est le siège de la direction générale de la Légion du Christ, marquera la proximité de la Légion du Christ avec le Saint-Siège.
À partir de 1954 commence la création, grâce à des dons, du premier collège de la Légion du Christ, qui se concentre sur l'éducation et, plus tard, sur la formation des élites.
À cette époque, un séminariste de Mexico écrit au cardinal Valerio Valeri, préfet de la Congrégation pour les Religieux, lui racontant qu’il a vu Maciel s'injecter de la drogue, et avoir un comportement déplacé avec de jeunes garçons. Ces inquiétudes sont partagées par un prêtre qui dirige alors la grande école de la Légion. Le cardinal Valeri décide, en 1956, de suspendre Degollado de ses fonctions, et demande à des prêtres carmes de s'occuper des maisons dirigées par la congrégation. Une visite apostolique est menée pour vérifier la teneur des soupçons dont Degollado est l'objet. Mais en 1959, les visiteurs du Vatican concluent l'enquête par un non-lieu, bien que le principal enquêteur fasse état, dans le rapport, de ses doutes sur l'innocence de Maciel. L'un des adolescents alors interrogés dira plus tard que lui, et les autres jeunes, avaient tous menti pour protéger Degollado qu'ils admiraient,,. Celui-ci est rétabli dans ses fonctions de supérieur général par le cardinal Clemente Micara, vicaire général de Rome. Le décret est signé par le cardinal Micara à un moment où il n'était pourtant pas autorisé à le faire, pendant la vacance du siège apostolique, entre la mort de Pie XII et l'élection de Jean XXIII.

### Regnum Christi
Marcial Maciel Degollado commence en 1959 à rédiger les premiers statuts de Regnum Christi, mouvement catholique pour les laïcs, les familles ou des laïcs consacrés, afin de leur donner une formation apostolique. Il voit alors dans le concile Vatican II, qui donne une place importante aux laïcs, notamment dans le décret conciliaire Apostolicam Actuositatem publié en 1965, un appui à ce projet.

## Reconnaissance officielle

### Decretum Laudis
Le 6 février 1965, après de nombreuses années d'enquête et de développement, la Légion du Christ, alors présente au Mexique, en Espagne, en Italie, en Irlande et aux États-Unis et disposant déjà de ses premiers collèges et de l'université Anahuac,, reçoit la concession du Decretum laudis. La congrégation est alors officiellement reconnue et ne dépend plus du diocèse, mais directement du Saint-Siège. Elle est donc sous l'autorité du pape.

### Prélature du pape
Le pape Paul VI confie aux légionnaires du Christ, le 23 mai 1970, la prélature territoriale de Chetumal-Cancún, au Mexique. Il nomme un légionnaire évêque, pour un territoire de 52 000 km2 et plus d'un million d'habitants. La Légion du Christ construira plus de 230 églises, des écoles, et son territoire sera un lieu de refuge pendant la guerre civile guatémaltèque, dans un milieu souvent hostile du fait de la jungle, et des ouragans. Le pape Paul VI demande aux légionnaires du Christ en 1974, d’être « des combattants au nom de Jésus » : « Il faut être conquérants, être légionnaires pour combattre et défendre. »

### Pontificat deJean-PaulII
L'élection de Jean-Paul II amène un pape qui demande à faire sa première visite pastorale au Mexique. Marcial Maciel Degollado et la Légion du Christ participent activement à cette visite pontificale au Mexique, ce qui contribue à rapprocher Maciel du pape Jean-Paul II.
Le 29 juin 1983 a lieu une relecture de la constitution de la congrégation à la suite du concile Vatican II, par la Congrégation pour les religieux. Elle conduit à l'« approbation définitive » des constitutions des Légionnaires du Christ par le Vatican.
En 1992, lors de la Conférence de Saint-Domingue des évêques d'Amérique latine, le pape Jean-Paul II demande à Degollado de l'accompagner. En novembre 1992, Marcial Maciel Degollado est réélu supérieur général de la Légion du Christ au deuxième chapitre général. Le pape Jean-Paul II demande à Degollado de participer au synode des évêques sur la vie consacrée et sa mission dans l'Église et dans le monde qui se tient à Rome entre le 2 et le 29 octobre 1993. Il devient consultant permanent de la Congrégation pour le clergé à partir de 1994, et membre de l'assemblée spéciale du synode des évêques pour l'Amérique à Rome en 1997.
La Légion du Christ fonde en 1993, avec l'accord du pape, un athénée pontifical, l'Université pontificale Regina Apostolorum,, créant une université de théologie, philosophie, et de bioéthique. C'est la première université de bioéthique du monde.

Le pape soutient de nombreuses fois la Légion du Christ, rendant des visites aux légionnaires à Rome, écrivant une lettre à Marcial Maciel Degollado pour les cinquante ans de son ordination, en 1994. Jean-Paul II écrit à cette occasion : 

« Depuis le jour de votre ordination sacerdotale, Vous avez voulu mettre le Christ, l’Homme Nouveau qui révèle l’infini amour du Père aux hommes qui ont besoin de rédemption, comme critère, centre et modèle de toute votre vie, et de celle de ceux qui, depuis 1941 vous ont suivi, découvrant en Vous un père spirituel proche et un guide efficace dans l’aventure passionnante du don total à Dieu dans le sacerdoce. »

Le pape ordonne même certains légionnaires dans la basilique Saint-Pierre de Rome lors du cinquantenaire de la fondation. Le 26 novembre 2004, Regnum Christi reçoit une approbation définitive de ses statuts par Rome.

Le 30 novembre 2004, le pape reçoit en audience les Légionnaires du Christ et les membres de Regnum Christi à l'occasion des soixante années de ministère sacerdotal de Marcial Maciel Degollado et lui rend un hommage appuyé dans son discours : 

« J'adresse tout d'abord mon salut affectueux au cher Père Maciel, que j'accompagne volontiers de mes vœux les plus cordiaux pour un ministère sacerdotal empli des dons de l'Esprit Saint […] L'heureux anniversaire qui nous voit tous rassemblés autour du fondateur, alors qu'il nous invite à faire mémoire des dons qu'il a reçus du Seigneur au cours de ces soixante années de ministère sacerdotal, constitue dans le même temps l'occasion de réaffirmer les engagements que vous avez pris au service de l'Évangile en tant que Légionnaires du Christ. »

## Accusations contre Marcial Maciel Degollado

### Plaintes de 1946 à 1958
En 1948, des mises en cause visent déjà Maciel et conduisent Rome à annuler l’autorisation canonique de la Légion.
En 1956, le préfet de la Congrégation des religieux, le cardinal Valerio Valeri reçoit des plaintes très graves d’abus sexuels sur des mineurs, en provenance du Mexique et suspend Maciel de ses fonctions. En 1958, la mort de Pie XII arrête l'enquête.
Pendant la période de vacance du siège pontifical, le cardinal vicaire de Rome, Clemente Micara rétablit Maciel dans sa charge.
Durant les quarante années suivantes, toutes les accusations reçues contre Maciel sont considérées comme étant des calomnies.

### Plaintes en 1998
En 1976, 1978 et 1989, l'évêque John McGann envoie au Vatican une lettre d'un ancien prêtre de la légion du Christ, accusant à nouveau Marcial Maciel Degollado d'abus sexuels. Celles-ci restent sans effets, l'enquête de 1956-1959, qui donnait comme non fondées les accusations contre Degollado, ayant porté un discrédit sur les allégations ultérieures,. En 1997, un quotidien américain The Hartford Courant publie des accusations contre lui, huit membres de la Légion du Christ disant avoir été abusés dans les années 1950-1960, alors qu'ils avaient entre 10 et 16 ans,. La même année, une enquête du quotidien mexicain La Jornada, le met également en cause. En 1998, le Saint-Siège est officiellement saisi par ces huit personnes,.
D'après Jean-Marie Guénois, journaliste à La Croix, l’instruction de ce dossier est, selon le témoignage du cardinal Ratzinger à l’évêque de Coatzacoalcos (Mexique), gelée en 1999 à la demande de Jean-Paul II, en raison de la floraison de vocations dans cette œuvre et parce que les faits, qui remonteraient à plus de trente ans, sont prescrits. Il est possible qu'une partie des membres de la curie romaine aient voulu protéger la congrégation en lui évitant un scandale touchant son fondateur, les dirigeants des Légionnaires du Christ bénéficiant en effet de précieux appuis à Rome,. D'après le National Catholic reporter, le cardinal Angelo Sodano, secrétaire d'État du Saint-Siège, s'est ainsi personnellement opposé à la poursuite de l'enquête par le cardinal Ratzinger et la congrégation pour la doctrine de la foi,. Degollado continue, comme il l'a toujours fait, de proclamer son innocence.

### Reprise de l'enquête fin 2004
Toutefois, en décembre 2004, alors que Marcial Maciel Degollado vient, à nouveau, d'être honoré au Vatican pour l'ensemble de son œuvre, le cardinal Ratzinger décide, de son propre chef, la reprise de l'enquête,,.
Le 20 janvier 2005, Marcial Maciel Degollado, après avoir dirigé la congrégation des légionnaires du Christ pendant plus de 64 ans, ne souhaite pas être réélu comme supérieur. Le chapitre général de la congrégation de la Légion du Christ décide alors d'élire un nouveau supérieur général, le père Álvaro Corcuera Martínez del Río, qui devient ainsi le nouveau supérieur de la Légion du Christ.
En avril 2005, le cardinal Ratzinger envoie Charles Scicluna au Mexique pour auditionner des témoins. Malgré les dénégations du fondateur des Légionnaires du Christ, la Congrégation pour la doctrine de la foi semble juger crédibles les accusations de crimes sexuels contre le P. Marcial Maciel.

Le Saint-Siège réagit en effet officiellement le 19 mai 2006, soit plus d'un an après le retrait de Marcial Maciel Degollado de la vie publique, en publiant un communiqué : 

« En 1998, la Congrégation pour la Doctrine de la Foi a commencé à recevoir des accusations, déjà en partie rendues publiques, contre le père Marcial Maciel Degollado, fondateur de la Congrégation des Légionnaires du Christ, pour des délits réservés à la compétence exclusive du dicastère. En 2002, le père Maciel a publié une déclaration niant les accusations et exprimant sa peine pour l’offense faite par quelques anciens Légionnaires du Christ. En 2005, en raison de son âge avancé, le père Maciel s’est retiré de la charge de supérieur général de la Congrégation des Légionnaires du Christ. Tous ces éléments ont fait l’objet d’un examen attentif de la part de la Congrégation pour la Doctrine de la Foi, et, en vertu du motu proprio Sacramentorum sanctitatis tutela promulgué le 30 avril 2001 par le serviteur de Dieu Jean-Paul II, Son Éminence le cardinal Joseph Ratzinger, alors préfet de la Congrégation pour la Doctrine de la Foi, a autorisé l’ouverture d’une enquête sur les accusations. Entre-temps est survenue la mort du pape Jean-Paul II et l’élection du cardinal Ratzinger comme nouveau Pontife. Après avoir soumis les résultats de l’enquête à un examen attentif, la Congrégation pour la Doctrine de la Foi, sous la conduite du nouveau préfet, Son Éminence le cardinal William Levada, a décidé – en tenant compte aussi bien de l’âge avancé du père Maciel que de sa santé fragile – de renoncer à un procès canonique et d’inviter le père à une vie réservée de prière et de pénitence, en renonçant à tout ministère public. Le Saint-Père a approuvé ces décisions. »

Certains journalistes voient dans le communiqué du Saint-Siège une sanction ou la reconnaissance d'une culpabilité de Degollado,. La Conférence de l'épiscopat mexicain réaffirme son soutien uniquement à l'œuvre de la Légion du Christ.
De son côté, la Légion du Christ continue de croire en l'innocence de son fondateur. Le jour même, le 19 mai 2006, elle publie un communiqué dans lequel elle déclare, à propos du « p. Marcial Maciel, notre vénéré père fondateur », que « le père Marcial Maciel a reçu tout au long de sa vie un nombre important d’accusations. » et que « face aux accusations portées contre lui, il a affirmé son innocence et, suivant l’exemple de Jésus-Christ, il a toujours fait le choix de ne se défendre d’aucune manière. » Et qu'ainsi « avec l’esprit d’obéissance à l’Église qui l’a toujours caractérisé, il a accepté ce communiqué avec foi, avec une sérénité totale et une conscience tranquille, sachant qu’il s’agit d’une nouvelle croix que Dieu, le Père de Miséricorde, a permis qu’il endure et qui sera source de nombreuses grâces pour la Légion du Christ et pour le Mouvement Regnum Christi » et que « nous, les Légionnaires et les membres du Mouvement Regnum Christi, à l’exemple du père Maciel et unis à lui, accueillons et accueillerons toujours toutes les dispositions du Saint-Siège avec un profond esprit d’obéissance et de foi, et renouvelons notre engagement à travailler de toutes nos forces pour réaliser notre charisme de la charité et étendre le Royaume du Christ en servant l’Église. »

### Mort et funérailles
À la suite de la décision de la Congrégation pour la Doctrine de la Foi communiquée le 19 mai 2006, Marcial Maciel Degollado se retire de toute vie publique et s'installe aux États-Unis dans une villa retirée. Il meurt de maladie à Jacksonville, en Floride. Il aurait refusé les derniers sacrements. Son corps est alors emmené au Mexique, à Cotija, où ont lieu les funérailles. Conformément aux souhaits du Vatican, acceptés par Marcial Maciel Degollado, ces funérailles sont célébrées en privé. Le cardinal Franc Rodé, préfet de la Congrégation pour les instituts de vie consacrée et les sociétés de vie apostolique lui rend alors un « vibrant hommage ». Franc Rodé est considéré par le vaticaniste Sandro Magister comme le « dernier grand protecteur » de la Légion du Christ et de son fondateur Marcial Maciel Degollado.

## Reconnaissance d'une double vie et d'abus sur mineurs
Le 4 février 2009, le New-York Times révèle que Marcial Maciel Degollado a mené une double vie et a eu, au moins, une fille,. Le 5 février 2009, Jim Fair, porte-parole des Légionnaires du Christ aux États-Unis, confirme que Marcial Maciel Degollado a eu une liaison avec une femme dont il a eu une fille. « Nous sommes peinés et attristés pour toutes les souffrances que certains actes du P. Maciel ont provoquées à l'Église et à ses membres. Nous présentons nos excuses pour le scandale que cela entraîne. » Le journal La Croix rapporte, le 9 février, que « les Légionnaires du Christ admettent la double vie de leur fondateur. »
Le 31 mars 2009, la Légion du Christ annonce qu'elle doit recevoir une visite apostolique par des évêques envoyés par Rome. Fin août 2009, l'existence de trois fils mexicains, nés d'une autre mère, est dévoilée par la presse. En mars 2010, deux de ses fils dénoncent des viols commis à leur encontre par leur père.
La double vie de Degollado, utilisant parfois une fausse identité, et gérant d'une façon opaque une fortune considérable, est de plus en plus mise au jour. Pour le sociologue et psychanalyste Fernando Gonzalez, auteur de deux ouvrages sur la Légion du Christ, son fondateur « était un calculateur rusé qui s'adaptait parfaitement à chaque situation »,.
Une partie de la hiérarchie catholique est aussi très critique envers Marcial Maciel Degollado. Pour Edwin O'Brien, archevêque de Baltimore, Degollado est un « entrepreneur génial qui, avec des tromperies systématiques, a utilisé la foi pour manipuler les autres en fonction de ses intérêts égoïstes. »
Cette double vie pourrait avoir été protégée par certains membres de sa congrégation. Ainsi, par un vœu spécial, levé seulement en 2006 à la demande expresse du Saint-Siège, les prêtres de la congrégation s'obligeaient à ne pas critiquer leurs supérieurs,. Plusieurs prêtres de la congrégation la quittent en 2009, soulignant des manquements de leurs responsables dans l'élucidation des affaires concernant Marcial Maciel Degollado.

Le 15 mars 2010, la Légion du Christ annonce la fin de la phase d'enquête de visite apostolique qui avait commencé le 15 juillet 2009. Le 25 mars 2010, dans un communiqué signé par l'ensemble de sa direction, la Légion du Christ atteste la réalité des « actes d'abus sexuels sur des séminaristes mineurs » dont Degollado était accusé. Les signataires déclarent : 

« Nous voulons demander pardon à toutes les personnes qui l’ont accusé dans le passé, que nous n’avons pas crues et que nous n’avons pas su écouter, car à cette époque nous ne pouvions pas imaginer de tels comportements. »

Le 30 avril 2010, les évêques chargés de l'enquête apostolique rendent leur rapport au pape. D'après un communiqué du Saint-Siège, publié le 1er mai, des comportements très graves et objectivement criminels de Marcial Maciel Degollado sont confirmés par des témoignages incontestables. Ils se « présentent parfois comme de vrais délits et démontrent une vie sans scrupules ni authentique sentiment religieux ». Le communiqué mentionne aussi que « le fondateur avait créé autour de lui un mécanisme de défense qui l'a rendu inattaquable pendant longtemps ».
D'après plusieurs vaticanistes, les dirigeants de la congrégation sont remis en cause, le Saint-Siège dénonçant implicitement une époque d'occultation. Un délégué du Saint-Siège va être nommé pour procéder à des réformes au sein de la congrégation. L'identité de la congrégation, et son exercice de l'autorité doivent notamment être redéfinis.

## Ambiguïté entretenue sur le lieu du décès
Le faire-part de décès de Marcial Maciel Degollado par les légionnaires ne précise pas le lieu de son décès. Le 31 janvier, les premiers communiqués et dépêches de presse émanant de la Légion du Christ et une première dépêche de l'Associated Press précisent seulement « les États-Unis » comme lieu de sà mort. Puis, une dépêche de l'Associated Press, citant des sources chez les légionnaires du Christ annonce sa mort « de cause naturelle à Houston où il vivait dans une résidence collective avec d'autres prêtres légionnaires ». C'est cette version qui a été reprise mondialement. De rares journaux mexicains ont évoqué Jacksonville ou l'hôpital de Miami, en Floride, mais cette information n'a pas été reprise. C'est la version du décès à Houston qui a été largement reprise. Or, le 31 janvier 2010, les journalistes Idoia Sota et José M. Vidal, qui avaient auparavant publié, le 9 août 2009, le premier interview de Norma Hilda, la mère de Normita, la fille de Marcial Maciel Degollado révèlent, dans un article publié dans le supplément Cronica de El Mundo, les détails de la mort de Marcial Maciel Degollado dans une grande résidence confortable des légionnaires du Christ à Jacksonville, en Floride, entouré d'un peu plus d'une douzaine de personnes, dont, entre autres, Álvaro Corcuera, le directeur général de la Légion du Christ, Luis Garza Medina (en), le vicaire général, Evaristo Sada, le secrétaire général, les pères Marcelino de Andrés, Alfonso Corona et John Devlin, son secrétaire personnel, ainsi que Norma et Normita, sa maîtresse et sa fille, et un « prêtre exorciste ».
Les deux journalistes donnent une piste d'explication à l’ambiguïté entretenue sur le lieu de la mort de Maciel. Il fallait du temps aux secrétaires de Maciel et plusieurs lieux de décès plausibles afin de réaliser les démarches administratives liées aux décès des multiples personnages incarnés par Degollado : alias « Raúl Rivas, l’amant de Norme Hilda et père de Normita (toutes les deux vivent confortablement à Madrid) », « Jaime Alberto González Ramírez, conjoint d'une femme mexicaine et père de trois garçons à Cuernavaca », et « encore le père d'un garçon vivant en Angleterre et celui d'une jeune fille vivant en Suisse », et aussi « Juan Rivas », avec les documents, comptes bancaires, propriétés, fidéicommis, correspondant à ces multiples personnages.
Finalement, la Légion du Christ reconnaît, sur son site Internet en anglais, espagnol et italien Jacksonville comme lieu de la mort de Maciel — mais pas (au 12 juillet 2011) sur ses sites en allemand, français, portugais et coréen.

## Publications
- La Formation sacerdotale, éditions Mame, 1999 (ISBN 2-7289-0806-0, BNF 35819457)
- Marcial Maciel et Jesus Colina, Ma vie, c'est le Christ, Éditions Mame, 2003 (ISBN 2-7289-1106-1)